# دلوینو (استان بلاگووگراد)
دلوینو (به بلغاری: Delvino) یک منطقهٔ مسکونی در بلغارستان است که در شهرستان بلاگووگراد واقع شده‌است. دلوینو ۶٬۹۱۲ کیلومتر مربع مساحت و ۵۴ نفر جمعیت دارد و ۶۹۴ متر بالاتر از سطح دریا واقع شده‌است.